# جمهوری بوسنی و هرزگوین
جمهوری بوسنی و هرزگوین، اولین دولت بوسنیایی تشکیل‌شده پس از فروپاشی یوگسلاوی بود. تشکیل این دولت که پس از اعلام استقلال بوسنی و هرزگوین (در پی همه‌پرسی انجام‌گرفته در سال ۱۹۹۲) صورت گرفت، آغازگر جنگ بوسنی بود. همه‌پرسی استقلال، توسط صرب‌های بوسنی تحریم شده بود و با مشارکت ۶۷٪ مردم، ۹۸٪ رأی‌دهندگان به استقلال بوسنی و هرزگوین رأی دادند.
در طول جنگ‌های بوسنی، دو گروه قومی دیگر بوسنی و هرزگوین (صرب‌ها و کروات‌ها)، نهادهای سیاسی مستقل خود (جمهوری صرب بوسنی و جمهوری کروات بوسنی و هرزگوین) را تشکیل داده بودند و جمهوری بوسنی و هرزگوین، نمایندهٔ بوسنیایی‌های بوسنی و هرزگوین بود.
پس از انعقاد موافقت‌نامهٔ واشینگتن، کروات‌ها و بوسنیایی‌ها با یکدیگر متحد شده و فدراسیون بوسنی و هرزگوین را تشکیل دادند. در سال ۱۹۹۵، موافقت‌نامهٔ صلح دیتون با الحاق فدراسیون بوسنی و هرزگوین و جمهوری صرب بوسنی، کشور مستقل بوسنی و هرزگوین را ایجاد کرد.